# Mancomunidad de Alto Araxes
La Mancomunidad de Basuras Alto Araxes es el ente supramunicipal que agrupa a algunos de los municipios de la Comarca Norte de Aralar, de Navarra (España). Su sede se encuentra en Arriba-Atallo, concejo del municipio de Araiz. Su competencia se centra en la recogida de los residuos sólidos urbanos.

## Zona de actuación
La mancomunidad está integrada por los municipios de Araiz y Betelu.

## Gestión de los residuos urbanos
La Mancomunidad gestiona los residuos urbanos a través de su recogida selectiva, que afecta a las diferentes fracciones: materia orgánica y resto, envases, papel-cartón, vidrio, y voluminosos, de los que se encargan los traperos de Emaús. La Mancomunidad participa en el Consorcio de Residuos de Navarra.
Los residuos orgánicos y de la fracción resto (contenedor verde) son trasladados a la planta de tratamiento de El Culebrete. Los envases recogidos son trasladados la planta de selección de Peralta para su posterior aprovechamiento y reciclaje. Utiliza para ello el muelle de transferencia de residuos de Arbizu.